# Коннор, Тед
Э́двард Ко́ннор (англ. Edward Connor; 1884—1955), также известный как Тед Коннор (англ. Ted Connor — английский футболист, крайний нападающий.

## Биография
Уроженец Солфорда, Тед Коннор выступал за «Экклз Боро», «Линкольн Сити» и «Уокден Сентрал». В мае 1909 года перешёл «Манчестер Юнайтед». Дебютировал за клуб 27 декабря 1909 года в матче против «Уэнсдей» на стадионе «Хиллсборо». 22 января 1910 года забил свой первый гол за «Юнайтед» в матче против «Тоттенхэм Хотспур» на стадионе «Бэнк Стрит». Конкурировал с Джорджем Уоллом за позицию левого крайнего нападающего, в связи с чем редко попадал в основной состав. Провёл в клубе два сезона, сыграв в общей сложности 15 матчей и забив 2 мяча. Летом 1911 года был продан в «Шеффилд Юнайтед» за 750 фунтов.
Сезон 1911/12 провёл в составе «Шеффилд Юнайтед», сыграв за клуб 14 матчей. В 1912 году перешёл в «Бери». На протяжении трёх сезонов выступал за клуб, сыграв 89 матчей и забив 4 мяча. В 1915 году официальные турниры в Англии были приостановлены в связи с войной.
После возобновления официальных турниров в 1919 году перешёл в «Эксетер Сити». Год спустя стал игроком «Рочдейла». В октябре 1921 года перешёл в «Честерфилд». В сезоне 1921/22 провёл за «Честерфилд» 11 матчей (из них 9 — в лиге), забив 2 мяча. Затем перешёл в «Солтни Атлетик», где и завершил карьеру.
После завершения карьеры игрока вернулся в «Манчестер Юнайтед», где работал скаутом и офисным служащим.